# حسین جنتی (شاعر)
حسین جنتی (زاده‌ی ۲۳ اسفند ۱۳۵۹) شاعر اهل ورامین است. آثار او اغلب کلاسیک، با زبانی قدیمی اما با مضامین سیاسی-اجتماعی است.

## شب شعر سیدعلی خامنه‌ای
حسین جنتی در شهریور (رمضان) سال ۱۳۸۹ در جلسه‌ی شعرخوانی سیدعلی خامنه‌ای حضور داشت و سروده‌هایی با مضامین اجتماعی و اقتصادی خواند. غزلی خواند که:در بخشی از این شعر آمده:
| گاه شب‌ها بعد کار سخت و ارزان خواب می‌بینم |  | پول خان با چکمه‌اش از دوشِ دهقان، می‌رود بالا |
| جوجه‌های اعتقادم را کجا پنهان کنم؟ وقتی   |  | شک، شبیه گربه از دیوارِ ایمان، می‌رود بالا   |

وقتی شعرش به این دو بیت رسید، سیدعلی خامنه‌ای گفت: «آفرین! آفرین! ولی باید پنهان کنید حسابی: مواظب جوجه‌ها باشید» جنتی پاسخ می‌دهد: «چه کسی مراقب گربه‌های شک باشد؟» که خامنه‌ای ضمن تایید حضور گربه از زبان شاعر، بر مراقبت او از جوجه‌های ایمان نیز تاکید می کند و از او می‌خواهد از این مراقبت غفلت نکند.

## بازداشت
حسین جنتی پس از شعرخوانی در دانشگاه اصفهان به اتهام «تبلیغ علیه نظام» در ۱۲ خرداد ۱۳۹۸ بازداشت شد. وی با شکایت اطلاعات سپاه اصفهان در ورامین بازداشت و سپس با دستور قاضی به اصفهان فرستاده شد. برابر‌ آنچه رسانه‌ها بیان کردند آقای جنتی برای خواندن یکی از غزل‌هایش در این مجلس بازداشت شد.
که دو بیت نسبتا معترضانه داشته حاوی انتقاد از حاکمیت سلطنتی و حاکمیت دینی و تقابل دوران گذشته (سلطنت) با دوران حال (حاکمیت دینی):
| ای خسته از تعفّنِ شاهانِ سلطه‌ور!       |  | حالی در این فضای معطّر چگو‌نه‌ای! |
| ای شانه‌ات سبک شده از رنجِ تاج و تخت! |  | امروز زیرِ پایه‌ی منبر چگونه‌ای؟! |

برخی از کاربران شبکه‌های اجتماعی، زبان اشعار او را نترس و انتقادی توصیف کرده‌ و دستگیری و بازداشت او را اقدام مناسب و شایسته‌ای در مورد یک شاعر منتقد ندانستند. او ۲ روز از پس از بازداشت با قرار وثیقه آزاد شد و چند روز بعد تصویری از حکم بدوی خود در صفحه اینستاگرامش منتشر کرد، که بیان می‌کرد به اتهام تبلیغ علیه نظام به ۶ ماه حبس تعزیری محکوم شده‌است.حسین جنتی در اینستاگرامش لحظه‌ آزادی‌اش را این گونه توضیح داده است: «نمی‌دانم چه‌کسی از کجا و چطور تماس گرفته بود با مسئولان، که ناگهان ساعت دوازدهِ شبِ روزِ تعطیل مرا خواستند و بسیار دوستانه، دلسوزانه و به شدت پیگیر و مصمم، ترتیبِ آزادی موقت مرا با وثیقه دادند و حتی چند ساعت پیش از آزادی با احترام گفتند: دستور داده‌اند این چند ساعت باقیمانده را که میهمان ما هستید، شما‌ را به مکان دیگری که در شأنتان باشد ببریم. چیزی نیست. دوستان،گمانِ بد برده‌اند، تحقیق خواهند کرد، حرف خواهیم زد و به وعده الهی حل خواهد شد».

## در نگاه دیگران
به باور محمد کاظم کاظمی، شاعر افغانستانی، «شعرهای جنتی، هم به خاطر قوت و استواری شعرها و هم به دلیل وجه اجتماعی آن، در این زمانه‌ای که بسیار شاعران یا به تغزل‌ و یا به مدح و منقبت‌های تجلیل‌آمیز و نه موضع‌مند گرویده‌اند، دوست داشتنی و وجود کسانی مثل حسین جنتی مغتنم است و کامل‌کنندۀ ترکیب محتوایی شعر امروز». اما سایه اقتصادی‌نیا، منتقد، اعتقاد دارد که «غزل تنها قالبی نیست که جنتی با آن شعر می‌گوید، بلکه تجربه‌هایی در دیگر قوالب کلاسیک هم دارد مثل مثنوی‌ای که به تاسی از شیخ شیراز، سعدی سروده است.»

## نمونه اشعار
| گذشت خوبی‌ام از حد، به شک دچار شدند |  | به احترام کمی خم شدم، سوار شدند!    |
| خودم به تیشه‌ی تزیین تراششان دادم   |  | کجای کار غلط بود کردگار شدند؟!      |
| عجب مدار ازین شهر، باده نوشانش     |  | به شرح حرمت می بر سر منار شدند      |
| دلم ز آینه بودن به تنگ آمده است    |  | که یک به یک همه یاران من غبار شدند  |
| رفو کنید رفیقان من! چه روزنه‌ها     |  | که راه در دل هم یافتند و غار شدند   |
| حذر کنید رفیقان من! چه نجواها      |  | که من ندیده گرفتم، سرم هوار شدند    |
| چه کرم‌ها که لگدمالشان نکردی و حیف  |  | که تا دمار در آرند از تو مار شدند ! |

## آثار
- ن، زمستان ۱۳۹۱، مجموعه‌شعر[۹]
- ی، ۱۳۹۳، مجموعه‌شعر
- از مقدمه‌ها، ۱۳۹۵، آموزش مقدمات شعر[۱۰]